# Дрімлюга білохвостий
Дрімлюга білохвостий (Hydropsalis cayennensis) — вид дрімлюгоподібних птахів родини дрімлюгових (Caprimulgidae). Мешкає в Центральній і Південній Америці та на Малих Антильських островах.

## Опис
Довжина птаха становить 20-22,5 см, самці важать 30-40 г, самиці 25-46 г. У самців номінативного підвиду верхня частина тіла сірувато-коричнева, поцяткована чорнуватими або чорнувато-бурими плямками і смужками. На очима білуваті або охристі "брови" і "вуса". На задній частині шиї широкий рудувато-коричневий "комір". Крила сірувато-коричневі або чорнувато-коричневі, поцятковані охристими плямками. На крилах помітні білі смуги. Хвіст прямокутної форми, на кінці роздвоєний, всі стернові пера, за винятком центральної пари, частково або повністю білі. Підборіддя і горло білі. Груди охристі з коричнюватим відтінком, поцятковані коричневими смугами і яскраво-білими плямами. Живіт і боки білі з охристим відтінком. Самиці номінативного підвиду є дещо темнішими, білі плями на крилах і хвості у них відсутні. Горло охристе, груди коричнюваті, живіт охристий, поцяткований коричневими плямами.
У самців підвиду H. c. albicauda живіт яскраво-охристий, у самиць цього підвиду темно-охристий. У представників підвиду H. c. aperta крила і хвіст довші, самиці мають більш темне забарвлення. Представники підвиду H. c. insularis мають менші розміри і блідіше забарвлення, ніж представники номінативного підвиду, верхня частина тіла у них більш охриста. У представників підвиду H. c. leopetes "комір" та інші плями є більш яскравими, у самців нижня частина тіла темніша, у самиць верхня частина тіла світліша. Представники підвиду H. c. manati є темнішими, ніж представники номінативного підвиду, білі плями на хвості у них менші.

## Підвиди
Виділяють шість підвидів:
- H. c. albicauda (Lawrence, 1875) — тихоокеанське узбережжя Коста-Рики і Панами, північна Колумбія (на схід до Магдалени);
- H. c. aperta (Peters, JL, 1940) — від західної Колумбії до північного Еквадору (Імбабура);
- H. c. cayennensis (Gmelin, JF, 1789) — від східної Колумбії через Венесуелу до Гвіани і північної Бразилії;
- H. c. insularis (Richmond, 1902) — крайня північ Колумбії (півострів Гуахіра), північно-західна Венесуела і Підвітряні острови;
- H. c. leopetes (Jardine & Selby, 1830) — Тринідад, Тобаго і сусідні острови;
- H. c. manati (Pinchon, 1963) — острів Мартиніка.

## Поширення і екологія
Білохвості дрімлюги мешкають в Коста-Риці, Панамі, Колумбії, Еквадорі, Венесуелі, Гаяні, Французькій Гвіані, Суринамі, Бразилії, на Тринідаді і Тобаго, на Нідерландських Антильських островах та на Мартиніці. Вони живуть на луках, зокрема на заплавних, в саванах і льяносі, на пасовищах та у вологих чагарникових заростях. Зустрічаються на висоті до 3200 м над рівнем моря. Ведуть нічний спосіб життя. Живляться комахами, яких ловлять в польоті, злітаючи з гілки або землі. Відкладають яйця просто на голу землю. В кладці 2 яйця, насиджує лише самиця.